# Campbell Flakemore
Campbell Flakemore (Hobart, 6 augustus 1992) is een Australisch voormalig wielrenner die in 2015 als prof bij BMC Racing Team reed. Aan het einde van dat jaar liet hij zijn tweejarig contract ontbinden en beëindigde zijn wielercarrière, naar eigen zeggen omdat hij zich niet in de wereld van het wielrennen kon vinden.
In 2014 werd hij wereldkampioen tijdrijden bij de beloften door in Ponferrada de Ier Ryan Mullen met 48 honderdsten te verslaan.

## Overwinningen
2012
1e etappe New Zealand Cycle Classic
9e etappe Tour of the Great South Coast
9e etappe Tour of the Murray River
1e (ploegentijdrit) en 8e etappe Ronde van Tasmanië
2013
5e etappe Olympia's Tour
5e etappe Ronde van Thüringen
Chrono Champenois
2014
Proloog Ronde van de Toekomst
 Wereldkampioen tijdrijden, Beloften

## Ploegen
- 2011 –  Genesys Wealth Advisers
- 2012 –  Huon Salmon-Genesys Wealth Advisers
- 2013 –  Huon Salmon-Genesys Wealth Advisers
- 2014 –  Avanti Racing Team
- 2015 –  BMC Racing Team

Earle · Flakemore · Giacoppo · Haas · Lovelock · Marshall · Marwood · Rigg · Sanderson · Shaw · Von Hoff · K.Walker · T.Walker
Carver · Crawford · Davis · Dyball · Earle · Flakemore · Giacoppo · Hose · Lovelock · Marwood · Pearson · Rigg · Robinson · Sanderson · Shaw · K.Walker
Beckinsale · Clements · Cooper · Crawford · Davis · Donnelly · Dyball · Earle · Flakemore · Giacoppo · Haig · Jones · Lovelock · Robinson · Shaw · K.Walker
Beckinsale · Clark · Cooper · Davis · Donnelly · Dyball · Fetch · Flakemore · Giacoppo · Gunman · Haig · Jones · Law · Lovelock-Fay · O'Brien · Robinson · van der Ploeg
Atapuma · Bookwalter · Burghardt · Caruso · De Marchi · Dennis · Dillier · Drucker · Evans · Flakemore · Gilbert · Hermans · Küng · Lodewyck · Moinard · Oss · Phinney · Quinziato · Rosskopf · Sánchez · Schär · Senni · Stetina · Teuns · Van Avermaet · Van Garderen · Velits · Vliegen · Wyss · Zabel · Bohli (stagiair) · Frankiny (stagiair) · Gerts (stagiair)